# Digital Fine Contrast
DFC (ang. Digital Fine Contrast) – wzmacniająca kontrast technologia firmy LG wykorzystywana w monitorach Flatron. Technologia DFC sprawia, że wyświetlany obraz jest wyraźniejszy, ostrzejszy, jaśniejszy. Zapewnia ponadto mocniejszą, wyrazistszą czerń. Technologia obejmuje 3 jednostki:
- ACR (Auto Contents Recognition) - Automatyczne rozpoznawanie treści - rozpoznaje rodzaj wyświetlanego materiału i decyduje o sposobie wzmocnienia kontrastu w zależności od wybranego trybu wyświetlania. W trybie filmowym następuje zwiększenie jasności, w trybie zdjęciowym pogłębienie kolorów.
- DCE (Digital Contrast Enhancer) - Cyfrowy wzmacniacz kontrastu - zmniejsza jasność czerni.
- DCM (Digital Contrast Mapper) - Cyfrowy odwzorowywacz kontrastu - wyświetla obraz o wzmocnionym i zoptymalizowanym kontraście.